# 황야의 독수리
"황야의 독수리"(Hwangyaui doksori, Eagle of Wild Field)는 한국에서 제작된 임권택 감독의 1969년 영화이다. 장동휘 등이 주연으로 출연하였고 서종호 등이 제작에 참여하였다.

## 출연

### 주연
- 장동휘
- 김희라
- 박노식
- 유미

## 기타
- 조명: 김진도
- 미술: 박승배